# 乔瓦尼·兰弗兰科
乔瓦尼·兰弗兰科（義大利語：Giovanni Lanfranco；1582年1月26日—1647年11月30日），巴洛克时期意大利画家，活跃于帕尔马、罗马和那不勒斯。乔瓦尼·兰弗兰科与卡拉奇三兄弟、圭多·雷尼、弗朗切斯科·阿爾巴尼、多梅尼基諾和圭尔奇诺同为艾米利亚画派最伟大的画家之一。

## 画作

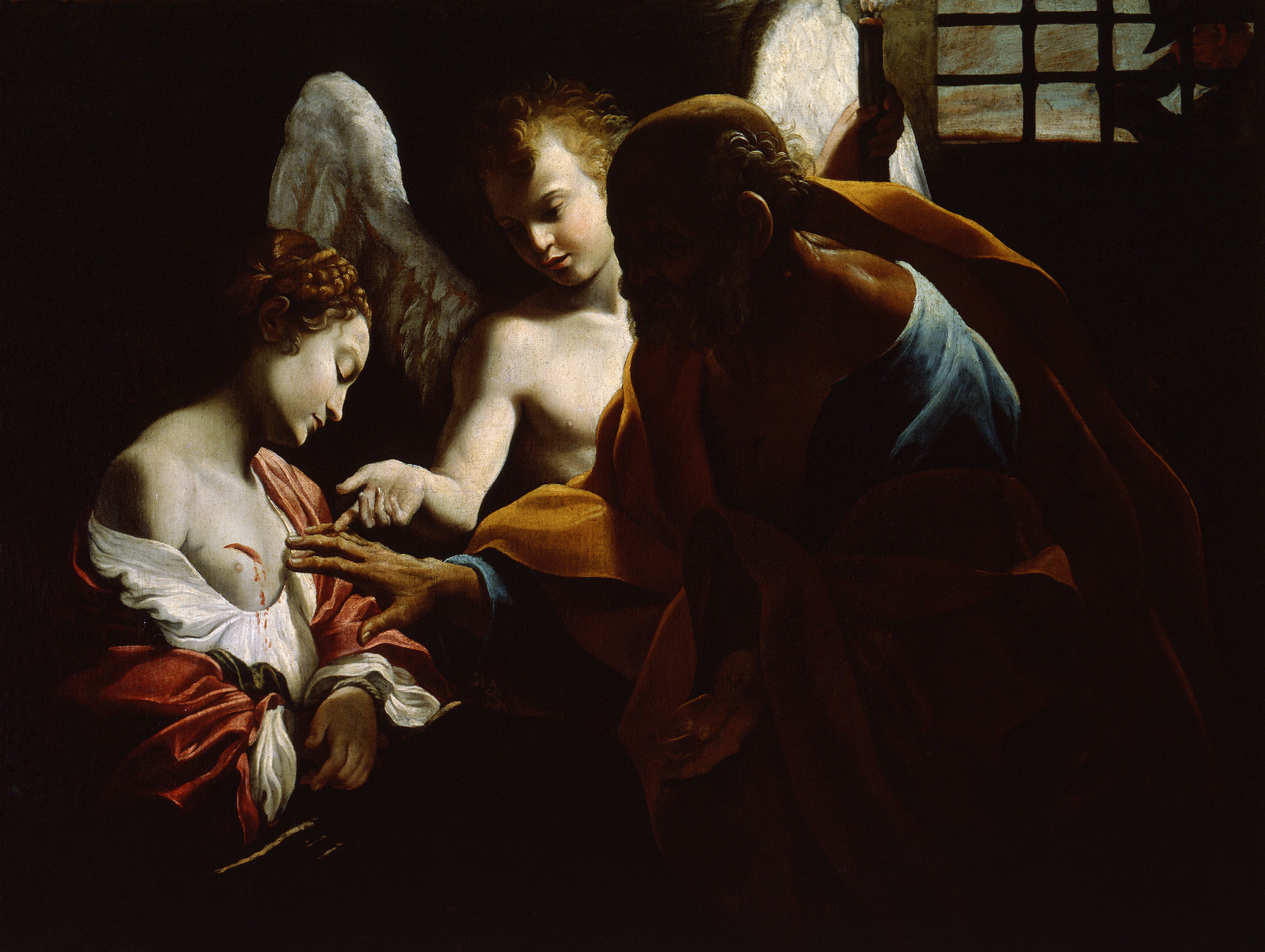
《圣阿加莎与圣彼得和天使一同被囚（義大利語：Sant'Agata in carcere con san Pietro e l'angelo）》，今藏于帕尔马国家美术馆
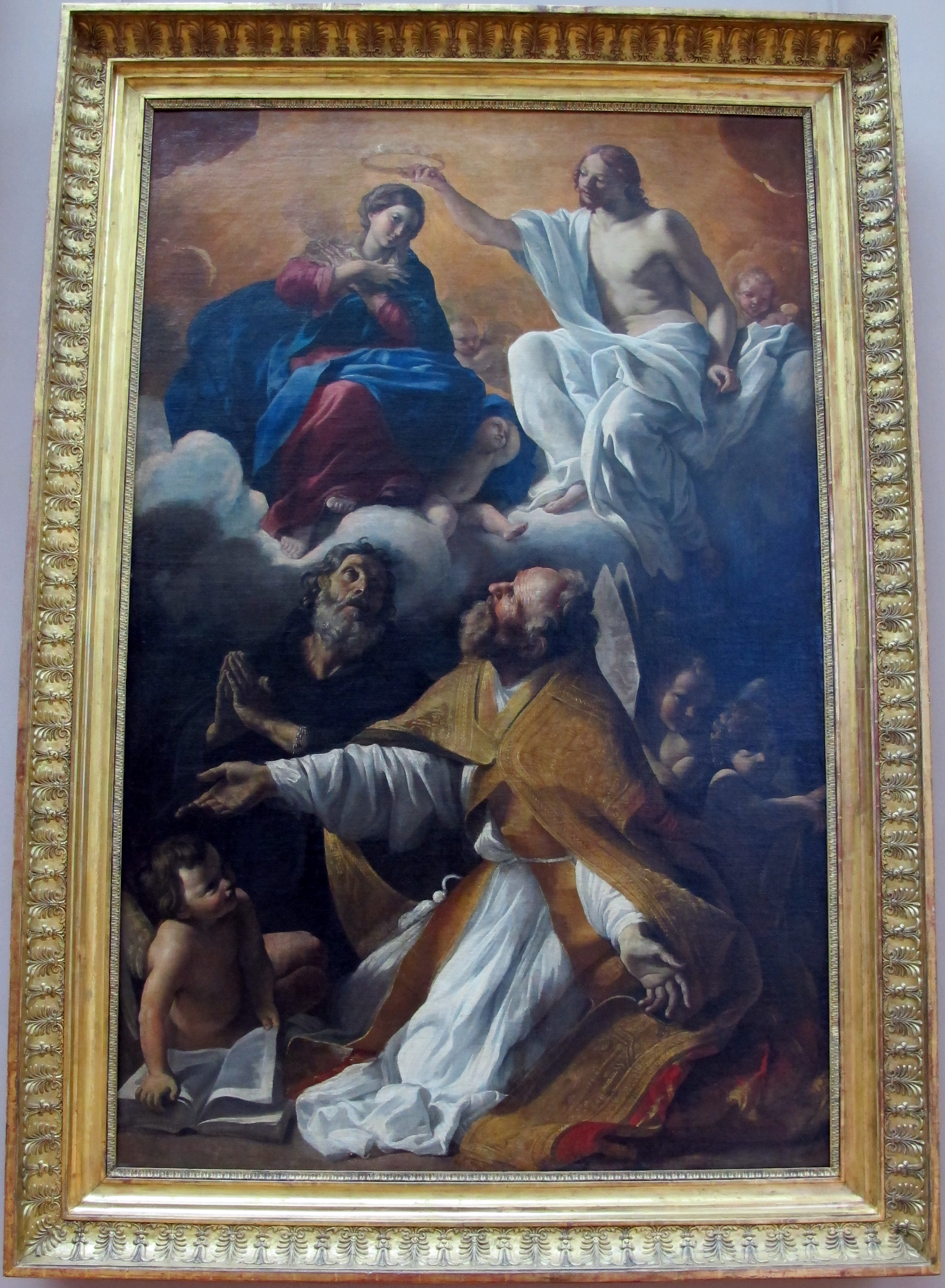
《圣奥古斯丁和阿基坦的威廉的圣母加冕》，约1616年，今藏于巴黎卢浮宫
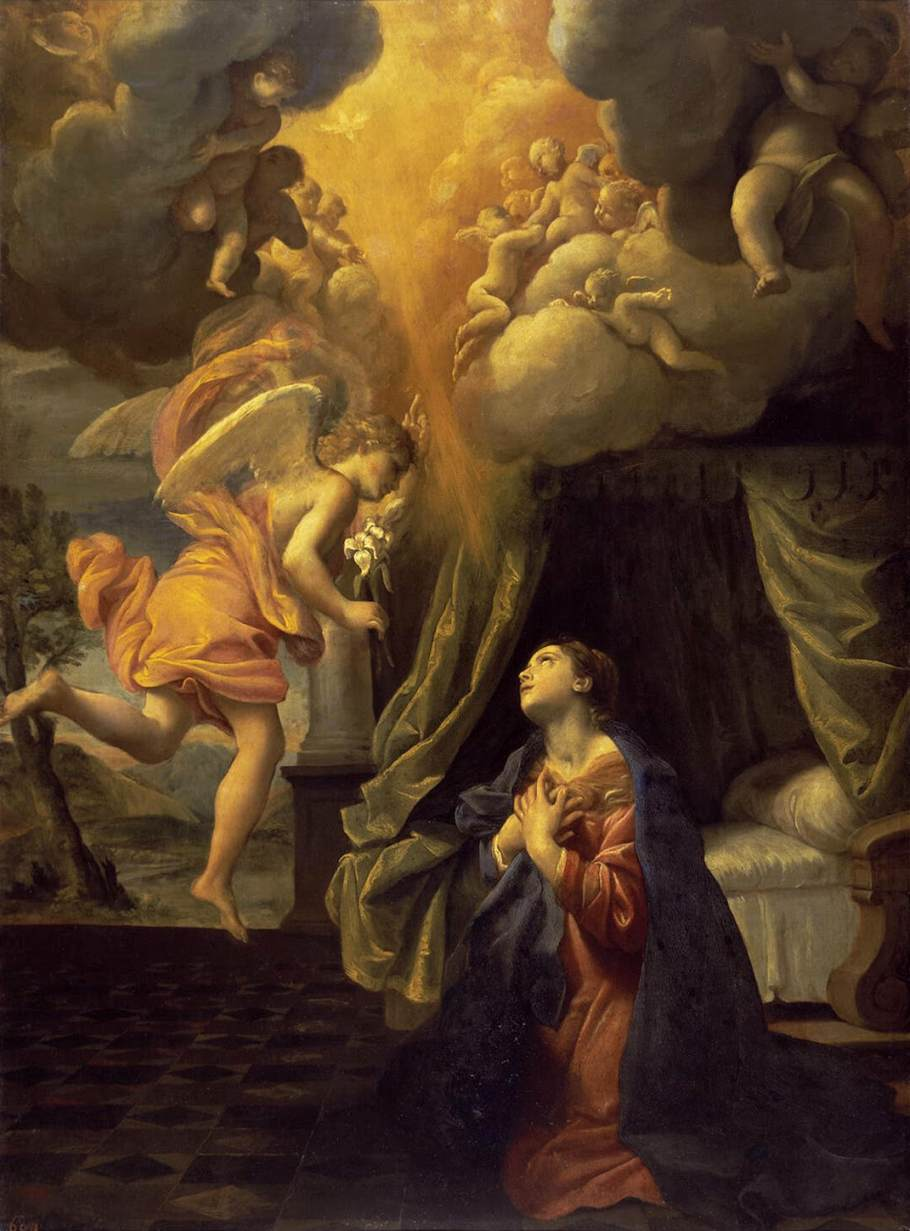
《天使报喜》，约1610–30年，今藏于圣彼得堡埃尔米塔日博物馆
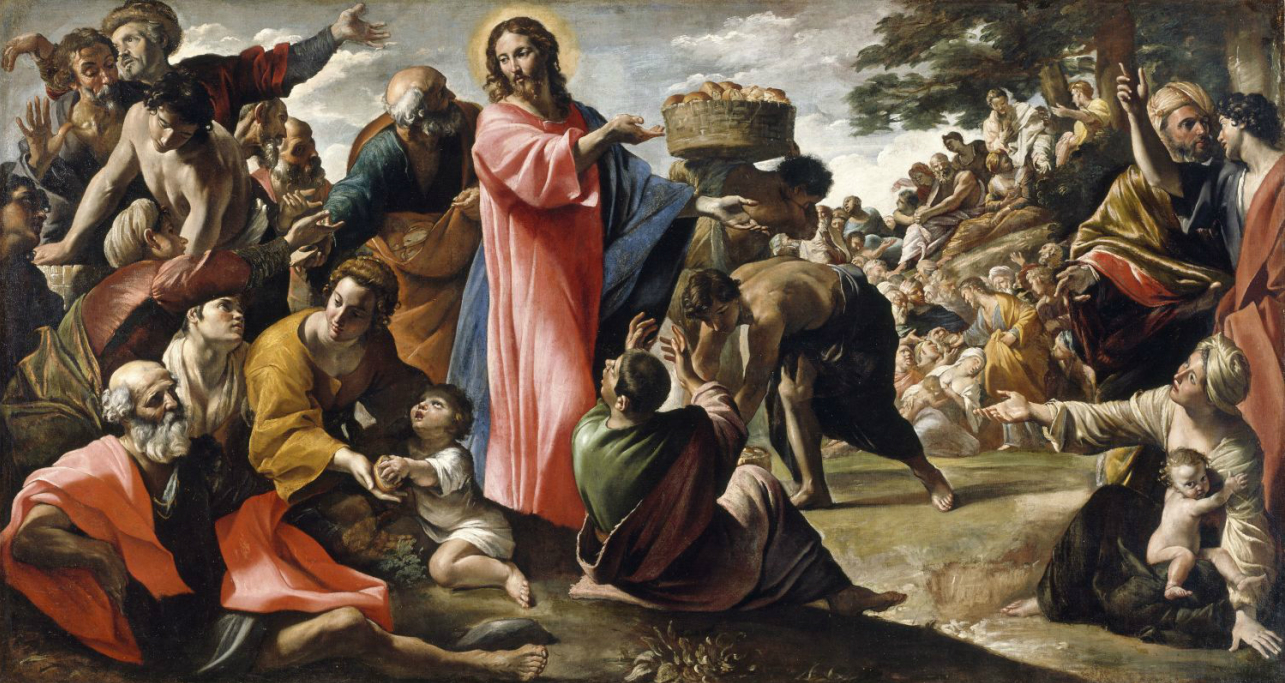
《五饼二鱼奇迹》，约1620–23年，今藏于愛爾蘭國立美術館
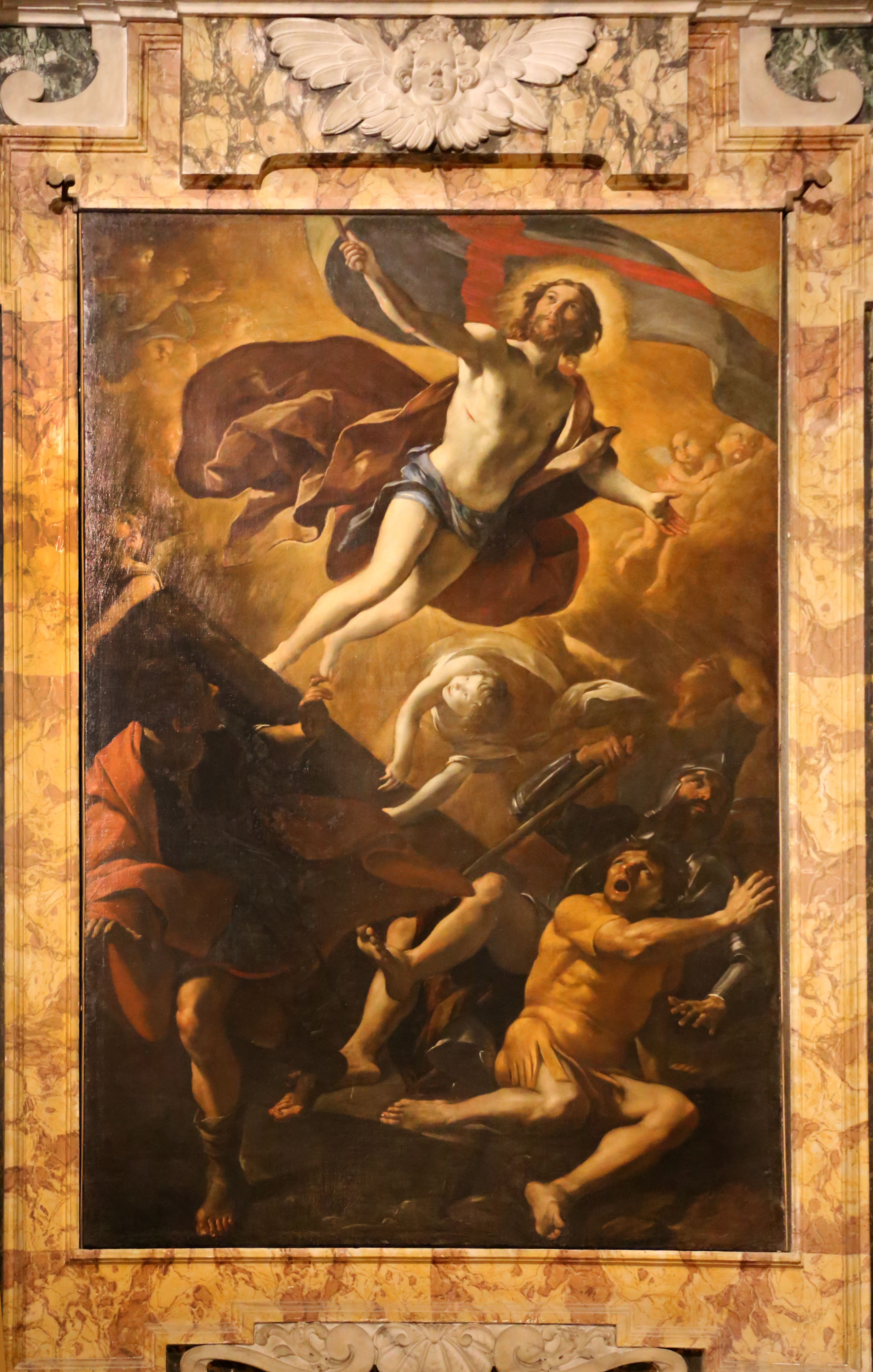
《基督的复活》，1622年，今藏于皮斯托亞圣莱昂内堂（英语：San Leone, Pistoia）
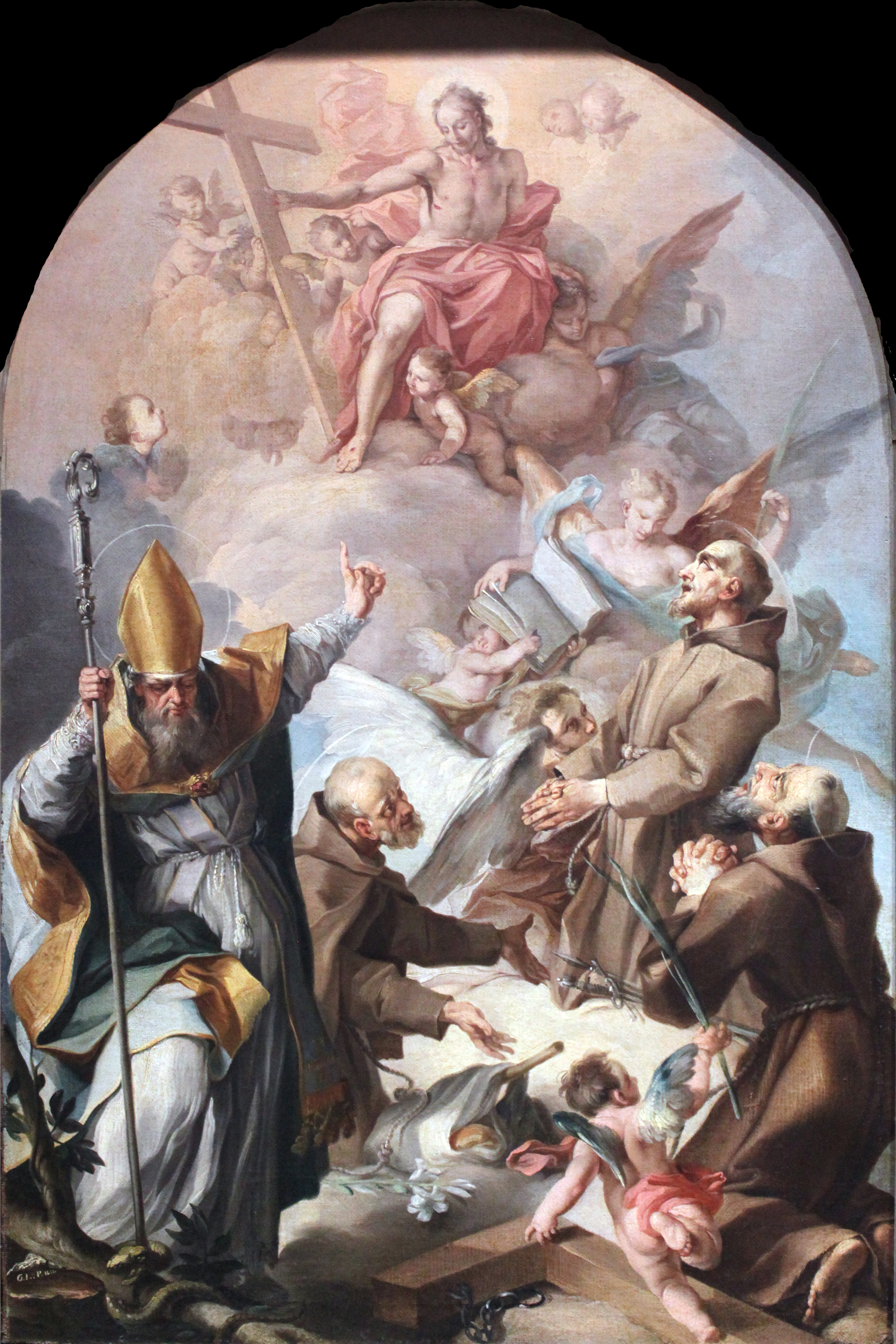
《三位嘉布遣会圣徒和一位圣主教崇拜基督和十字架》，1630年，今藏于法兰克福施泰德艺术馆
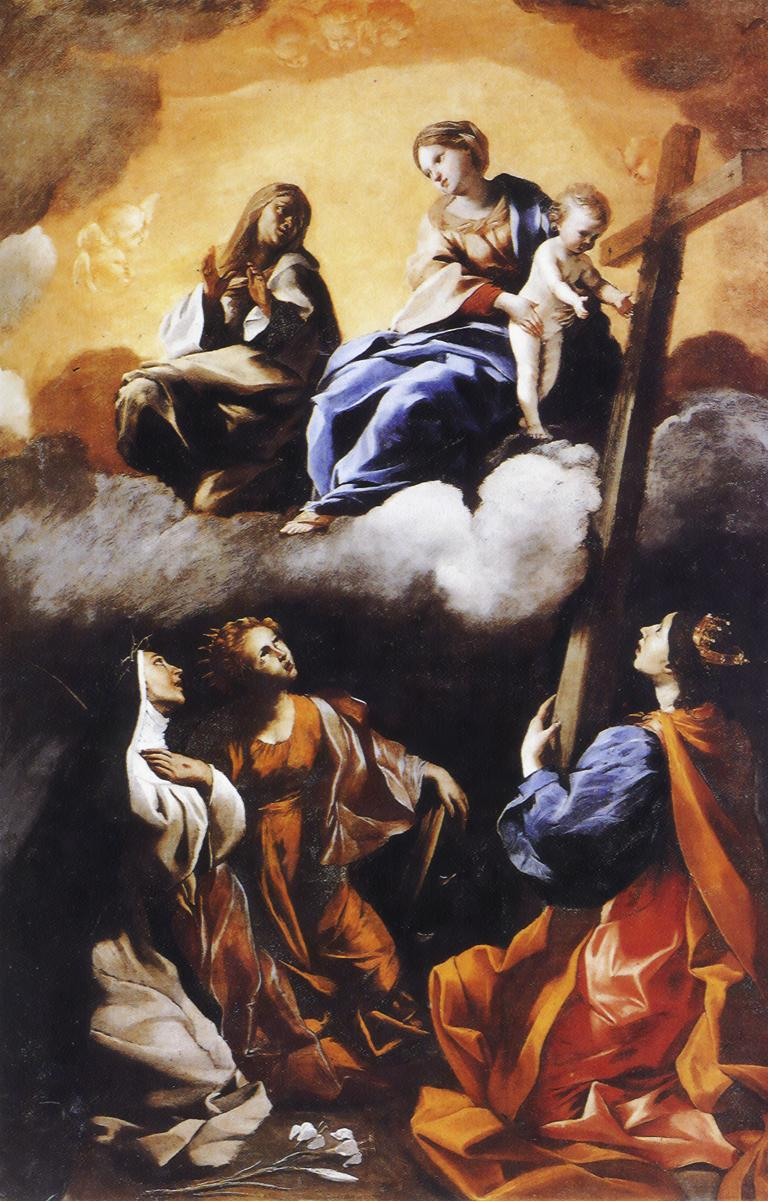
《圣母和圣婴与圣安娜、锡耶纳的加大利纳、亚历山大的圣加大肋纳和海伦娜》，约1630年，今藏于斯波莱托圣多明我堂（義大利語：Chiesa di San Domenico (Spoleto)）
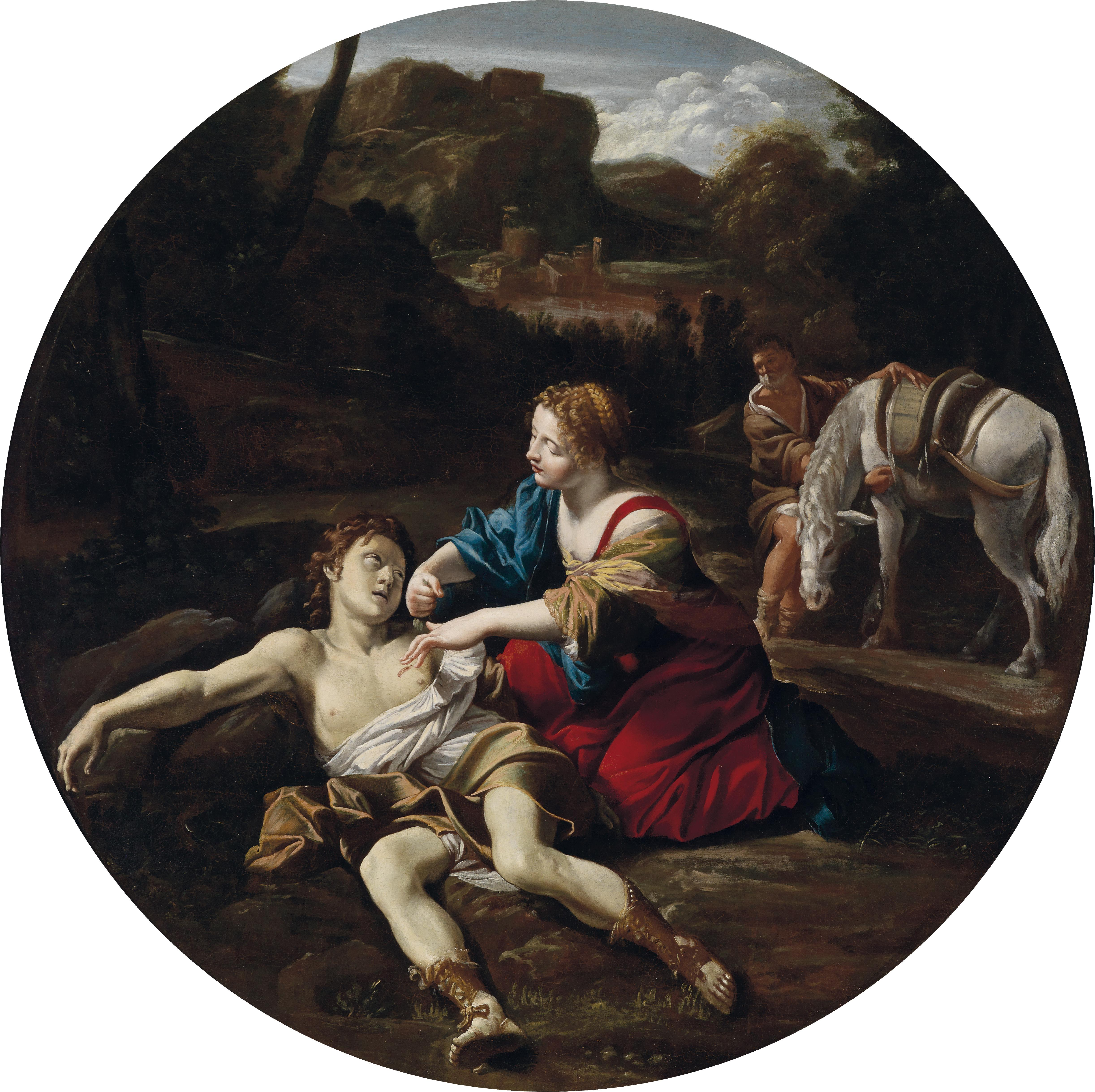
《安杰莉卡照护梅多罗》，1647年，今由私人收藏